# Đào Văn Phong
Đào Văn Phong (sinh ngày 6 tháng 6 năm 1985) là một huấn luyện viên và cựu cầu thủ bóng đá người Việt Nam, hiện đang dẫn dắt câu lạc bộ Dugong Kiên Giang.
Thời còn thi đấu, Đào Văn Phong chơi ở vị trí hậu vệ trái cho các câu lạc bộ Khatoco Khánh Hòa, Hải Phòng, Thanh Hóa, Quảng Nam và Sanna Khánh Hòa BVN. Anh cũng từng là thành viên của đội tuyển quốc gia Việt Nam.

## Danh hiệu
Quảng Nam
- V.League 1: 2017